# Alice Assef
Alice Morena Pretti Asseff Lima (Rio de Janeiro, 15 de setembro de 1983) é uma atriz brasileira.

## Biografia
Alice Assef começou a estudar teatro aos 14 anos com Almir Telles, fazendo parte dos Grupos Faz Escuro Mas Eu Canto e Calabouço por 3 anos. Se formou em interpretação pela CAL (Casa das Artes de Laranjeiras) e em Direção Teatral pela UFRJ (Universidade Federal do Rio de Janeiro). Seu projeto final de direção - Senhora dos Afogados, de Nelson Rodrigues - lhe rendeu 3 indicações no 1º “Prêmio Yan Michalski para o Teatro em Formação”, da Revista Questão de Crítica, nas categorias: Espetáculo, Direção e Atriz, sendo contemplado nesta última; Sua peça de formatura em Artes Cênicas - Os Sete Gatinhos, de Nelson Rodrigues - foi vista por um olheiro da Globo e lhe rendeu a integração em duas edições da Oficina de Atores da casa. De lá, Alice saiu para sua primeira novela na emissora - Caras e Bocas.

## Filmografia

### Televisão
| Ano  | Título              | Personagem                                  | Nota                                         |
| ---- | ------------------- | ------------------------------------------- | -------------------------------------------- |
| 2008 | A Favorita          | Patrícia                                    | Episódio: "18 de agosto de 2008"             |
| 2009 | Caras & Bocas       | Beth                                        |                                              |
| 2010 | Bela, a Feia        | Tânia                                       |                                              |
| 2011 | Macho Man           | Denise                                      | Episódio: "29 de abril de 2011"              |
| 2011 | Tapas & Beijos      | Cliente da Djalma Noivas[carece de fontes?] | Episódio: "La Conga"                         |
| 2011 | Força-Tarefa        | Renata                                      | Episódio: "1 de dezembro de 2011"            |
| 2011 | Amor em Quatro Atos | Ana                                         | Episódio: "Folhetim" Episódio: "As Vitrines" |
| 2012 | Amor Eterno Amor    | Ana                                         | Episódio: "5 de março de 2012"               |
| 2012 | Fora de Controle    | Perita Ângela                               | Episódio: "8 de maio de 2012"                |
| 2012 | Balacobaco          | Fabiana Travassos                           |                                              |
| 2013 | Além do Horizonte   | Drª. Cláudia                                | Episódio: "2 de dezembro de 2013"            |
| 2014 | O Caçador           | Layla                                       | Episódio: "23 de maio de 2014"               |
| 2016 | Ligações Perigosas  | Vitória                                     |                                              |
| 2016 | E Aí... Comeu?      | Sofia                                       | Episódio: "29 de agosto de 2016"             |
| 2016 | Velho Chico         | Produtora                                   | Episódio: "29 de setembro de 2016"           |
| 2017 | Novo Mundo          | Amante de Dom Pedro                         | Episódio: "22 de março de 2017"              |
| 2017 | Pega Pega           | Karla                                       | Episódio: "22 de junho de 2017"              |
| 2017 | Perrengue           | Paula                                       | Episódio: "Remédio Pra Melancolia"           |
| 2017 | Cidade Proibida     | Nicinha                                     | Episódio: "10 de outubro de 2017"            |
| 2021 | Marigold            | Carolina                                    | Pre-production                               |

### Cinema
| Ano  | Título               | Personagem        |
| ---- | -------------------- | ----------------- |
| 2013 | Crô - O Filme        | Gilda             |
| 2014 | Irmã Dulce           | Dulcinha          |
| 2015 | Muitos Homens Num Só | Adriana           |
| 2017 | João, O Maestro      | Aida              |
| 2018 | Querido Embaixador   | Madeleine Carlier |
| 2019 | Maria do Caritó      | Noiva Ex-Defunta  |
| 2020 | Sergio               | Mieke Bos         |
| 2020 | Last Bite            | Melanie           |